# Baulay
Baulay är en kommun i departementet Haute-Saône i regionen Bourgogne-Franche-Comté i östra Frankrike. Kommunen ligger i kantonen Amance som tillhör arrondissementet Vesoul. År 2022 hade Baulay 323 invånare.

## Befolkningsutveckling
Antalet invånare i kommunen Baulay
| Referens: INSEE |